# NCSM Brockville (J270)
Le NCSM Brockville (pennant number J270) (ou en anglais HMCS Brockville) est un dragueur de mines de la Classe Bangor lancé pour la Marine royale canadienne (MRC) et qui a servi pendant la Seconde Guerre mondiale.

## Conception
Le Brockville est commandé dans le cadre du programme de la classe Bangor de 1940-41 pour le chantier naval de Marine Industries Limited de Sorel au Québec au Canada. La pose de la quille est effectuée le 9 décembre 1940, le Brockville est lancé le 20 juin 1941 et mis en service le 19 septembre 1942.
La classe Bangor doit initialement être un modèle réduit de dragueur de mines de la classe Halcyon au service de la Royal Navy,. La propulsion de ces navires est assurée par trois types de motorisation : moteur diesel, moteur à vapeur à pistons et turbine à vapeur. Cependant, en raison de la difficulté à se procurer des moteurs diesel, la version diesel a été réalisée en petit nombre.
Les dragueurs de mines de classe Bangor version canadienne déplacent 601 tonnes en charge normale. Ils ont une longueur totale de 49,4 mètres, une largeur de 8,5 mètres et un tirant d'eau de 2,51 mètres. Ce navire est propulsé par d'un moteur diesel B&W 9 cylindres entraînant deux arbres d'hélices. Le moteur développe une puissance de 2 000 chevaux-vapeur (1 500 kW) et atteint une vitesse maximale de 16 nœuds (30 km/h).
Leur manque de taille donne aux navires de cette classe de faibles capacités de manœuvre en mer, qui seraient même pires que celles des corvettes de la classe Flower. Les versions à moteur diesel sont considérées comme ayant de moins bonnes caractéristiques de maniabilité que les variantes à moteur alternatif à faible vitesse. Leur faible tirant d'eau les rend instables et leurs coques courtes ont tendance à enfourner la proue lorsqu'ils sont utilisés en mer de face.
Les navires transportent 66 t de gazole.
Les navires de la classe Bangor sont également considérés comme exiguës pour les membres d'équipage, entassant 6 officiers et 77 matelots dans un navire initialement prévu pour un total de quarante.

## Histoire

### Seconde Guerre mondiale
Le 20 octobre 1942, le Brockville arrive à Halifax, en Nouvelle-Écosse. En route vers Halifax, le navire s'échoue près de Rimouski (Québec) et doit être réparé deux semaines après son arrivée. Après avoir été remis en état, il est affecté à la Western Local Escort Force (WLEF) (Force d'escorte locale de l'Ouest), qui escortent les convois, avant d'être transféré à la Halifax Force (Force d'Halifax).
En mars 1943, le Brockville retourne au WLEF. En juin 1943, la force est divisée en groupes d'escorte et le Brockville rejoint le groupe W-3. En août/septembre, le navire subit un carénage à Dalhousie (Nouveau-Brunswick) et reste avec le groupe jusqu'en mai 1944, date à laquelle le dragueur de mines est transféré à la Sydney Force. Le navire subit un deuxième carénage à Lunenburg (Nouvelle-Écosse) en 1944 et reste avec ce groupe jusqu'en juin 1945, date à laquelle il est affecté à diverses tâches à partir de Halifax.

### Après-guerre
Le 28 août 1945, le Brockville est transféré au service maritime de la Gendarmerie royale du Canada (GRC) (ou en anglais Royal Canadian Mounted Police (RCMP) Marine Service). Lors du transfert, le navire est renommé HMCS Macleod en l'honneur de l'ancien commissaire de la GRC, James Macleod. Le Macleod sert sur la côte Est comme navire de patrouille jusqu'au 1er juillet 1950, date à laquelle il est remis à la Marine royale du Canada, où il reprend son ancien nom et change d'indicatif (pennant number): 178.
Le 5 avril 1951, le Brockville est remis en service dans la Marine royale canadienne et a été modernisé à Lauzon, au Québec. Au cours de cette modernisation, le canon de 12 livres est retiré et remplacé par un canon Bofors de 40 mm et un mortier anti-sous-marin Hedgehog est installé. En 1952, le navire est affecté à Sydney, en Nouvelle-Écosse en tant qu'annexe du HMCS Scotian et est utilisé pour des exercices d'entraînement saisonniers sur les Grands Lacs en 1954. En octobre 1954, le Brockville est transféré à la base des Forces canadiennes Esquimalt à Esquimalt, en Colombie-Britannique, avec Digby et Jonquiere. Le 4 janvier 1955, le Brockville, le Digby et le Cordova forment le deuxième escadron de réserve canadien à des fins d'entraînement à Esquimalt,. Le 12 décembre 1956, il est affecté à la réserve à Esquimalt. Le 29 août 1958, le navire est remis en service pour un passage à Halifax où il est prévu de le convertir en navire de déperdition mobile, mais cette conversion est annulée et il est désarmé pour la dernière fois le 31 octobre 1958. Il est vendu à la casse et démoli en 1961 par le chantier J.A.L. Steamships à Wallaceburg.

### Honneurs de bataille
- Atlantic 1943–45
- Gulf of St. Lawrence 1944

### Participation auxconvois
Le Brockville a navigué avec les convois suivants au cours de sa carrière:
1. Convoi HX 230
2. Convoi HX 233
3. Convoi HX 238
4. Convoi HX 239
5. Convoi HX 243
6. Convoi HX 251
7. Convoi HX 271
8. Convoi HX 274
9. Convoi HX 286
10. Convoi HX 289
11. Convoi HX 292
12. Convoi HX 297
13. Convoi ON 177
14. Convoi ON 184
15. Convoi ON 188
16. Convoi ON 191
17. Convoi ON 193
18. Convoi ON 196
19. Convoi ON 210
20. Convoi ON 212
21. Convoi ON 216
22. Convoi ON 232
23. Convoi ON 253
24. Convoi ONS 27
25. Convoi ONS 29
26. Convoi ONS 31
27. Convoi ONS 34
28. Convoi SC 135
29. Convoi SC 151
30. Convoi SC 155
31. Convoi SC 157
32. Convoi XB 47
33. Convoi XB 47A
34. Convoi XB 94

### Commandement
- T/Lieutenant (T/Lt.) Charles Petersen (RCNR) du 15 juin 1942 au 13 mars 1942
- Lieutenant (Lt.) Richard Cassels Chenoweth (RNR) du 14 mars 1942 au 17 juillet 1943
- T/Lieutenant (T/Lt.) Charles Petersen (RCNR) du 18 juillet 1943 au 23 juillet 1943
- Lieutenant (Lt.) Breen Philip Young (RCNR) du 24 juillet 1943 à 17 septembre 1943
- T/Lieutenant (T/Lt.) Frank Kinnear Ellis (RCNVR) du 18 septembre 1943 au 2 août 1944
- T/Lieutenant (T/Lt.) Malcolm George McCarthy (RCNVR) du 3 août 1944 au 17 décembre 1944
- T/Lieutenant (T/Lt.) John Richard Bell (RCNVR) du 18 décembre 1944 au 7 février 1945
- T/Lieutenant (T/Lt.) John Oscar Leybourne Lake (RCNR) du 8 février 1945 au 29 juillet 1945
- T/Lieutenant (T/Lt.) Edward Ernest MacInnis (RCNR) du 30 juillet 1945 au 28 août 1945
- Lieutenant Commander (Lt.Cdr.) John Herbert Maxner (RCN) du 1er novembre 1950 à ?
- Lieutenant Commander (Lt.Cdr.) Roderick Darell Hayes (RCNR) du 22 avril 1954 au 11 janvier 1955
- Lieutenant Commander (Lt.Cdr.) Ernest Sidney Cassels (RCN ) du 12 janvier 1955 au 12 décembre 1956
- Lieutenant Commander (Lt.Cdr.) Lloyd Irwin Jones (RCN ) du 29 août 1958 au 31 octobre 1958

Notes:
RCN: Royal Canadian Navy
RCNR: Royal Canadian Naval Reserve
RCNVR: Royal Canadian Naval Volunteer Reserve 